# 김민영 (배우)
김민영(1990년 1월 26일 ~ )은 대한민국의 배우이다.

## 학력
- 2005년 ~ 2008년 세원고등학교
- 2008년 ~ 2012년 상명대학교 영화과

## 출연

### 방송

#### 드라마
- 2009년 SBS 《미남이시네요》 - 또다른 1명 역
- 2012년 tvN 《닥치고 꽃미남 밴드》
- 2013년 엠넷 《몬스타》 - 심은하 역
- 2013년 KBS 2TV 《KBS 드라마 스페셜 - 연우의 여름》
- 2013년 KBS 2TV 《연애를 기대해》
- 2013년 tvN 《응답하라 1994》 - 이순자 역 (특별 출연)
- 2013년 SBS 《잘 키운 딸 하나》 - 어린 장하명 역 (하재숙 아역)
- 2014년 KBS 2TV 《하이스쿨 러브온》 - 나영은 역
- 2014년 SBS 《기분 좋은 날》
- 2014년 SBS 《끝없는 사랑》 - 한화자 역
- 2014년 tvN 《아홉수 소년》 - 정연 역
- 2014년 SBS 《피노키오》 - 송현주 역 (특별출연)
- 2015년 SBS 《내마음 반짝반짝》 - 장경자 역
- 2015년 KBS 2TV 《착하지 않은 여자들》 - 어린 안종미 역 (김혜은 아역)
- 2015년 KBS 2TV 《후아유 - 학교 2015》 - 이수미 역
- 2016년 KBS 2TV 《함부로 애틋하게》 - 고나리 역
- 2016년 tvN 《쓸쓸하고 찬란하神 - 도깨비》 - 박수진 역
- 2017년 MBC 《세가지색 판타지 - 반지의 여왕》 - 피온화 역
- 2017년 JTBC 《맨투맨》
- 2017년 SBS 《사랑의 온도》 - 김기다 역
- 2018년 채널A 《커피야 부탁해》 - 이슬비 역
- 2021년 tvN 《드라마 스테이지 - 덕구 이즈 백》 - 천도희 역

## 활동

### 예능
- 2025년 MBC 《아임 써니 땡큐》

#### 시트콤
- 2011년 MBC 《하이킥! 짧은 다리의 역습》 - 김지원의 친구 역
- 2017년 SBS 《초인가족 2017》 - 나하루 역

### 영화
- 2009년 《킹콩을 들다》 - 이보영 역
- 2010년 《고사 두 번째 이야기: 교생실습》 - 민정 역
- 2011년 《써니》 - 어린 김장미 역 (고수희 아역)
- 2015년 《막걸스》 - 공주 역

### 공연

#### 뮤지컬
- 2009년 《헤어스프레이》 - 트레이시 역